# بولين أونيل
بولين أونيل (بالإنجليزية: Pauline O'Neill)‏ هي مديرة أكاديمية أمريكية، ولدت في 1854 في بيوريا في الولايات المتحدة، وتوفيت في 1935 في ساوث بند في الولايات المتحدة.